# TKX-50
TKX-50 (bis(hydroxyamonium)-5,5'-bistetrazol-1,1'-diolát) je heterocyklická sloučenina. Jedná se o další výbušninu na bázi heterocyklu tetrazolu, s velmi vysokým obsahem dusíku. Patří mezi přibližně 5 až 15 nejsilnějších syntetizovaných výbušnin. Svojí silou se velmi těsně přibližuje HNIW. Od ostatních podobně silných výbušnin je ale lehce a levně připravitelná. Díky dobré tepelné stabilitě, nízké toxicitě a relativně malé citlivosti na vnější podměty (srovnatelné s TNT) se vymyká podobně silným výbušninám, které obvykle postrádají jeden z výše uvedených atributů (např. HNIW je na syntézu složitá a obecně příliš citlivá na zavedení do munice). Proto se velmi intenzivně zvažuje pro zavedení do vojenské munice místo HMX (akcelerační schopnost TKX-50 je ale o něco menší než u HMX). Její zavedení do munice by bylo revolucí, neboť se od 50. let minulého století nepodařilo zavést silnější (více brizantní) výbušninu než je HMX.
Hustota při pokojové teplotě je: 1,877 g/cm3, detonační tlak při krystalové hustotě mezi 410 - 420 kbar a detonační rychlost přes 9600 m/s. Energie detonace je 4650 kJ/kg.